# Новоголубино
Новоголубино — исчезнувшее село в Ключевском районе Алтайского края. Входило в состав Новополтавкого сельсовета. Упразднено в 1960-е годы г.

## География
Располагалось в 9 км к северо-западу от села Красный Яр.

## История
Основано в 1909 г. В 1928 г. посёлок Ново-Голубино состоял из 49 хозяйств, основное население — украинцы. В составе Ульяновского сельсовета Ключевского района Славгородского округа Сибирского края.

## Население[1]
| год     | 1928 | 1959 |
| ------- | ---- | ---- |
| человек | 202  | 105  |